# Messier 22

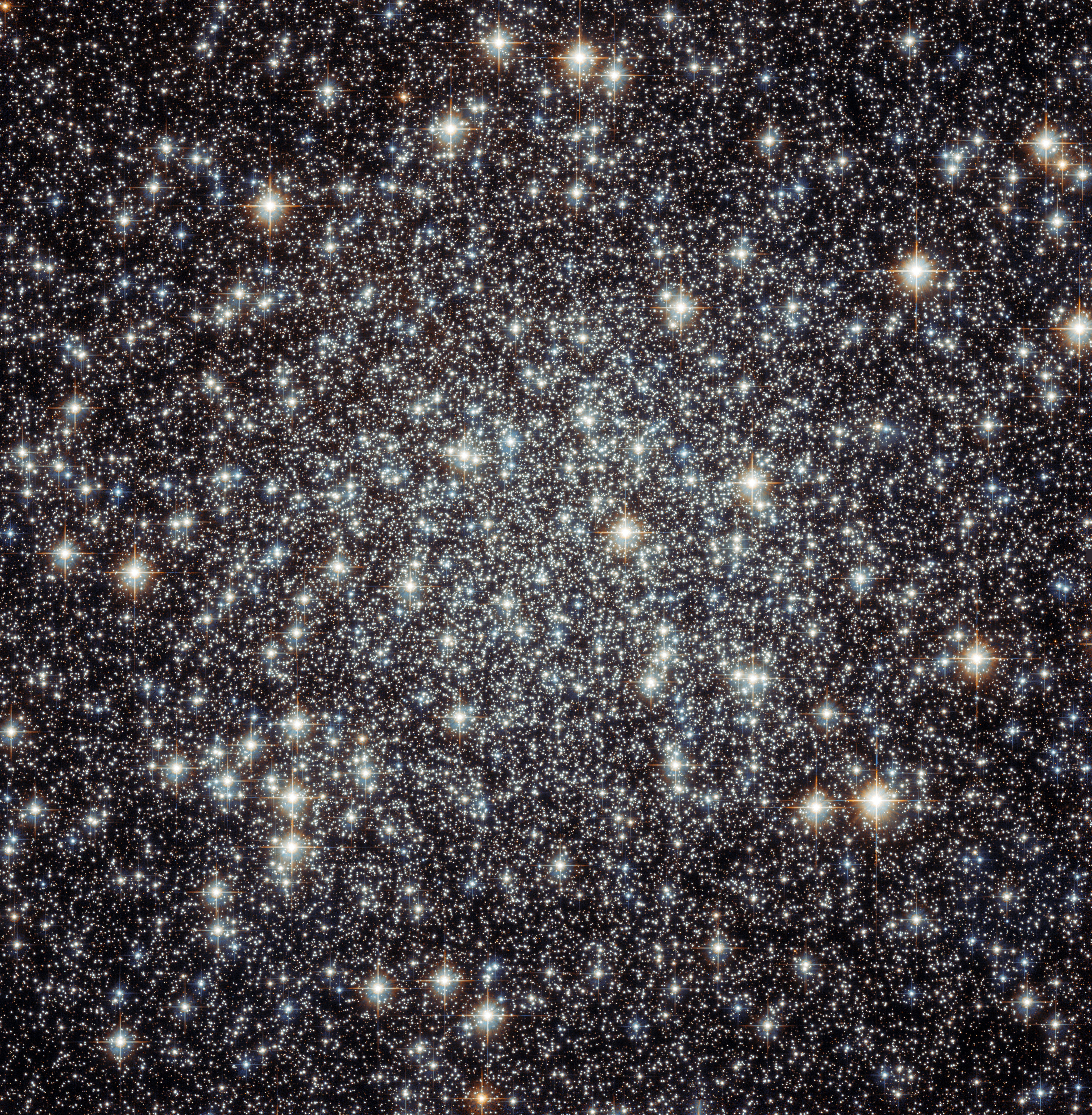
Het centrum van Messier 22

M22 (Messier 22 / NGC 6656) is een bolvormige sterrenhoop in het sterrenbeeld Schutter. Het hemelobject werd in 1665 ontdekt door Abraham Ihle en vervolgens in 1764 door Charles Messier opgenomen in zijn catalogus van komeetachtige objecten als nummer 22.
Op een afstand van 10 400 lichtjaar is M22 een van de meest nabije bolhopen. Het meet 32',0 aan de hemel wat neerkomt op een werkelijke diameter van ongeveer 97 lichtjaar. Er zijn 32 veranderlijke sterren in deze bolhoop waargenomen evenals een planetaire nevel.
Met behulp van het Very Large Array radioastronomisch observatorium werden in M22 twee stellaire zwarte gaten ontdekt, M22-VLA1 en M22-VLA2, ieder met een massa van 10 tot 20 keer de massa van de Zon.

## Robert Burnham, Jr.
In Burnham's Celestial Handbook is de locatie van Messier 22 nabij de Ecliptica beschreven:
Messier 22 is one of the closest globulars to the galactic plane. It also lies less than a degree from the ecliptic, so astrophotographers will occasionally have an opportunity to record a bright planet in the field with the cluster; the planet Mercury, for example, passed through the field on december 12, 1977; Venus was in nearly the same position in early january, 1978. Such events are not always mentioned in astronomical publications, so the observer must make his own predictions by periodically checking planetary positions in the Nautical Almanac.